# Sacramento National Wildlife Refuge Complex

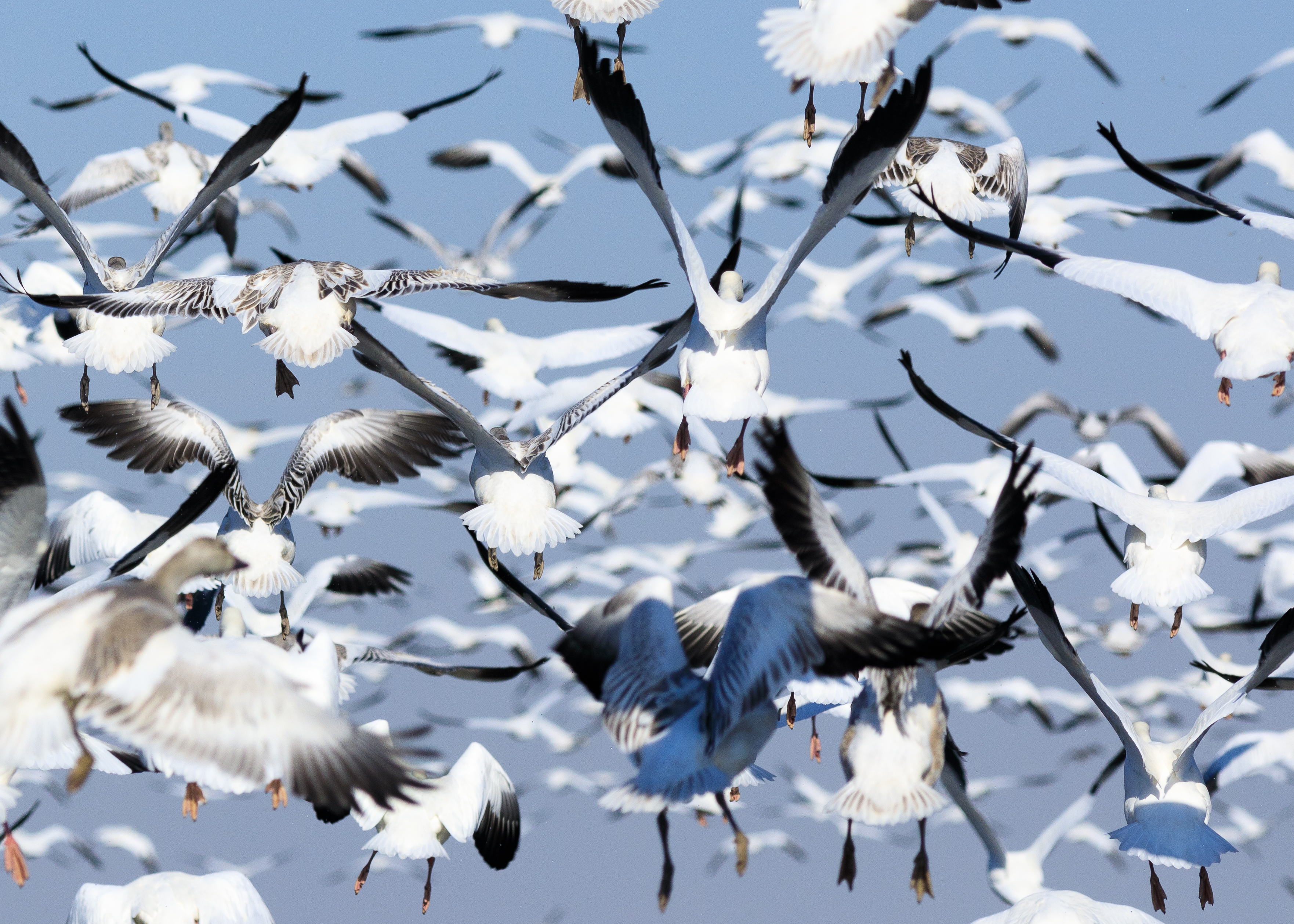
Schneegänse (Anser caerulescens) im Sacramento National Wildlife Refuge, Oktober 2020

Der Sacramento National Wildlife Refuge Complex ist eine Gruppe von Naturschutzgebieten im kalifornischen Sacramento Valley, die zum National Wildlife Refuge System der Vereinigten Staaten gehört. Die Schutzgebiete liegen entlang des Pacific Flyway, einer von Nord nach Süd verlaufenden Hauptzugroute parallel zur Küste des Pazifischen Ozeans. Sie bieten Rast- und Überwinterungsmöglichkeiten im von Landwirtschaft dominierten nördlichen Kalifornisches Längstal.
Die Gesamtfläche des Sacramento National Wildlife Refuge Complex umfasst rund 43.000 Acres, was zwar mehr als 17.000 Hektar entspricht, allerdings innerhalb der intensiv landwirtschaftlich genutzten Fläche nur einen Bruchteil der vor Ankunft der Europäer zur Verfügung stehenden Rast- und Überwinterungsmöglichkeiten für Vögel darstellt. Schätzungen zufolge nahm die Zahl der im Sacramento Valley aufgrund des besseren Futterangebots überwinternden Enten, Gänse und Schwäne von rund 35 Millionen vor Ankunft der europäischen Kolonisten auf rund 5–6 Millionen Tiere im Jahr 2015 ab.
Die Zentrale sowie das Besucherzentrum des Sacramento Wildlife Refuge Complex befinden sich im Sacramento National Wildlife Refuge südlich der Stadt Willows. Besucher können dort – insbesondere von Oktober bis Februar – unzählige Enten, Gänse und andere Zugvögel beobachten.

## Geschichte

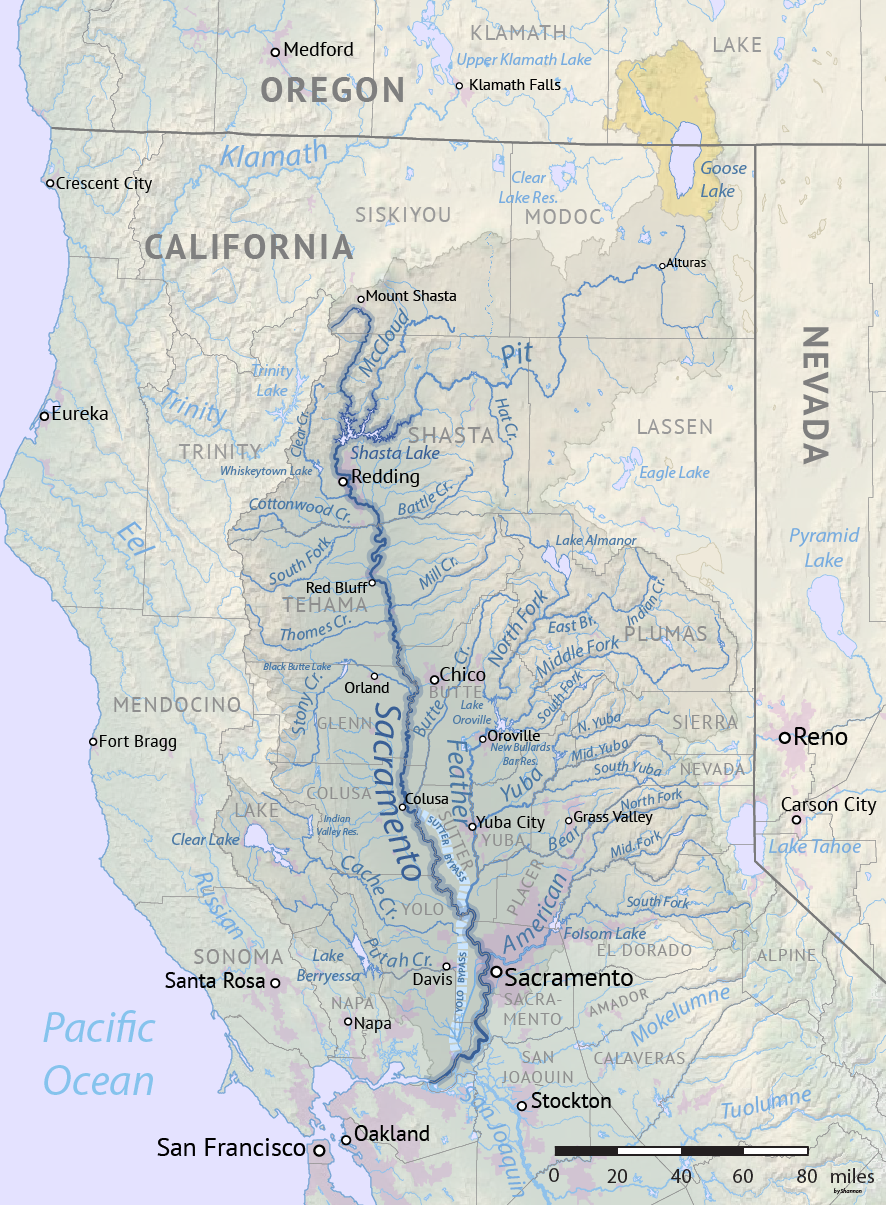
Verlauf des Sacramento River im Kalifornischen Längstal

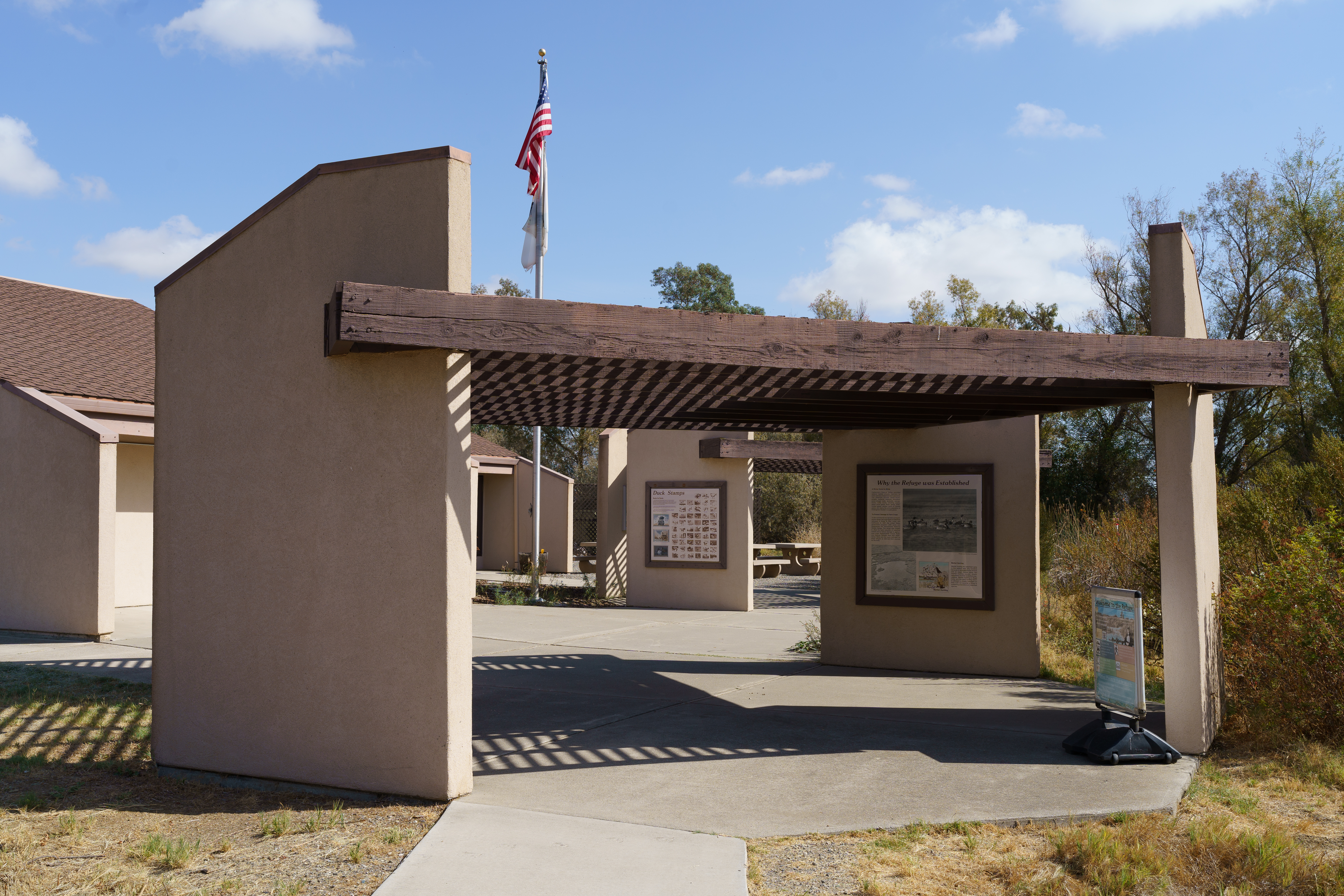
Besucherzentrum des Sacramento National Wildlife Refuge.

Vor Ankunft der europäischen Kolonisten nutzten Zugvögel die ausgedehnten Überschwemmungsgebiete des Sacramento River während ihrer Herbst- und Frühlingsmigration als Rast- und Überwinterungsgebiet. Regelmäßige jahreszeitliche Überflutungen sorgten immer wieder dafür, dass zwischen den Küstengebirgen im Westen und den Ausläufern der nördlichen Sierra Nevada im Osten eines der größten Binnengewässer im Pazifischen Nordwesten entstand.
Diese Situation änderte sich drastisch mit dem Zuzug der Europäer und der zunehmenden Intensivierung der Landwirtschaft von der Mitte des 19. bis zum frühen 20. Jahrhundert: 90 % der ehemaligen Feuchtgebiete existieren heute nicht mehr und die vormals natürliche Bildung neuer Feuchtgebiete wird durch Hochwasserschutzmaßnahmen sowie den Transport von Wasser in weiter südlich gelegene landwirtschaftlich genutzte Gebiete verhindert. Ehemalige Auen- und Marschlandschaften wurden in Anbauflächen für Reis und andere Nutzpflanzen umgewandelt, so dass heute so gut wie keine Flächen in ihrem ursprünglichen Zustand mehr erhalten geblieben sind.
Der Verlust natürlicher Wasserflächen führte dazu, dass Millionen von Zugvögeln die bewässerten Reisfelder im nördlichen Sacramento Valley auf ihrem Weg von und zu ihren Brutgebieten nutzten und den Reisbauern auf diese Weise große Verluste bescherten. Als die Zusammenhänge der Vogelmigration auf Massenzugwegen wie dem Pacific Flyway in der ersten Hälfte des 20. Jahrhunderts allmählich besser verstanden wurden, beauftragte der U.S. Fish & Wildlife Service das Civilian Conservation Corps mit der Schaffung von Schutzgebieten, zu denen auch das 1937 eingerichtete Sacramento National Wildlife Refuge gehörte. Bis ins Jahr 1989 wurden mit dem Delevan, Colusa, Sutter und dem Sacramento River National Wildlife Refuge vier weitere Schutzgebiete eingerichtet, die den Zugvögeln Überwinterungsmöglichkeiten bieten und gleichzeitig landwirtschaftliche Schäden verhindern sollten. Zwischen den Jahren 1979 und 1991 kamen noch drei Wildlife Management Areas zum Zweck der Bereitstellung von Feuchtgebieten sowohl für Zugvögel als auch für andere auf diesen Lebensraum angewiesene Arten hinzu.
Gegenwärtig stellen die Zugvögel für die Reisbauern im Sacramento Valley kein Problem mehr dar. Dies liegt unter anderem an der Einrichtung der Schutzgebiete. Hinzu kommt allerdings auch, dass der Reis inzwischen so früh wie möglich und vor allem vor dem Beginn des Vogelzuges geerntet wird. Im Zuge eines 1969 begonnenen Forschungsprojektes wurden neue Reissorten entwickelt, die innerhalb von 130 Tagen anstatt von den früheren 160 Tagen zur Reife gelangen. Darüber hinaus hat die bessere Verfügbarkeit von Maschinen zur Trocknung des Reises dafür gesorgt, dass die Bauern nicht mehr darauf warten müssen, dass sie an der Reihe sind. Das Phänomen des spät im Jahr geernteten „Christmas rice“ besteht deshalb inzwischen nicht mehr. Auf diese Weise hat die Kombination aus Schutzgebieten und technischem Fortschritt das Problem der durch die Vogelmigration hervorgerufenen landwirtschaftlichen Schäden behoben.

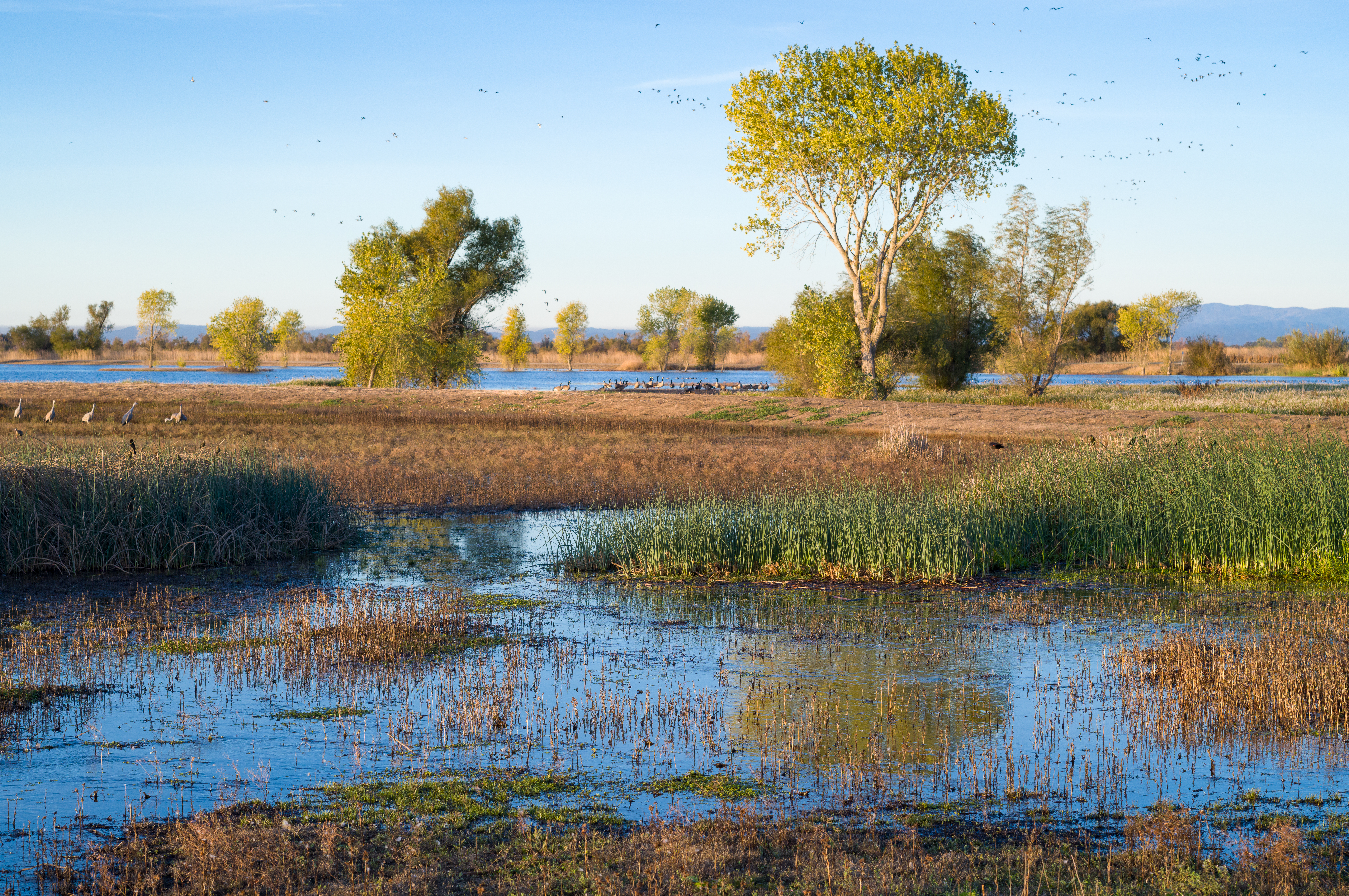
Die Llano Seco Unit des Sacramento National Wildlife Refuge Complex im Oktober 2022

Die Folgen der Globale Erwärmung zu Beginn des 21. Jahrhunderts haben jedoch neue Probleme für den Erhalt der Artenvielfalt entlang des Pacific Flyway geschaffen. Im Zuge der anhaltenden Dürrejahre in Kalifornien hat die Wasserknappheit einen Stand erreicht, der es nicht mehr erlaubt, alle abgeernteten Reisfelder zum Zweck der Zersetzung des verbleibenden Reisstrohs zu fluten. Da die Schutzgebiete des Sacramento National Wildlife Refuge Complex alleine keinen ausreichenden Platz für die durchziehenden und hier überwinternden Vögel bieten, gehen Umweltaktivisten von einem durch Krankheitsübertragungen auf engstem Raum ausgelösten Massensterben aus. In einem im Juni 2021 vom Center for Biological Diversity veröffentlichten Artikel weist die Umweltjournalistin Tara Lohan darauf hin, dass bereits im Vorjahr rund 60.000 Vögel an Krankheiten starben, weil sie während ihrer Migration auf zu kleinen Flächen zusammenlebten.

## Gliederung und Lage

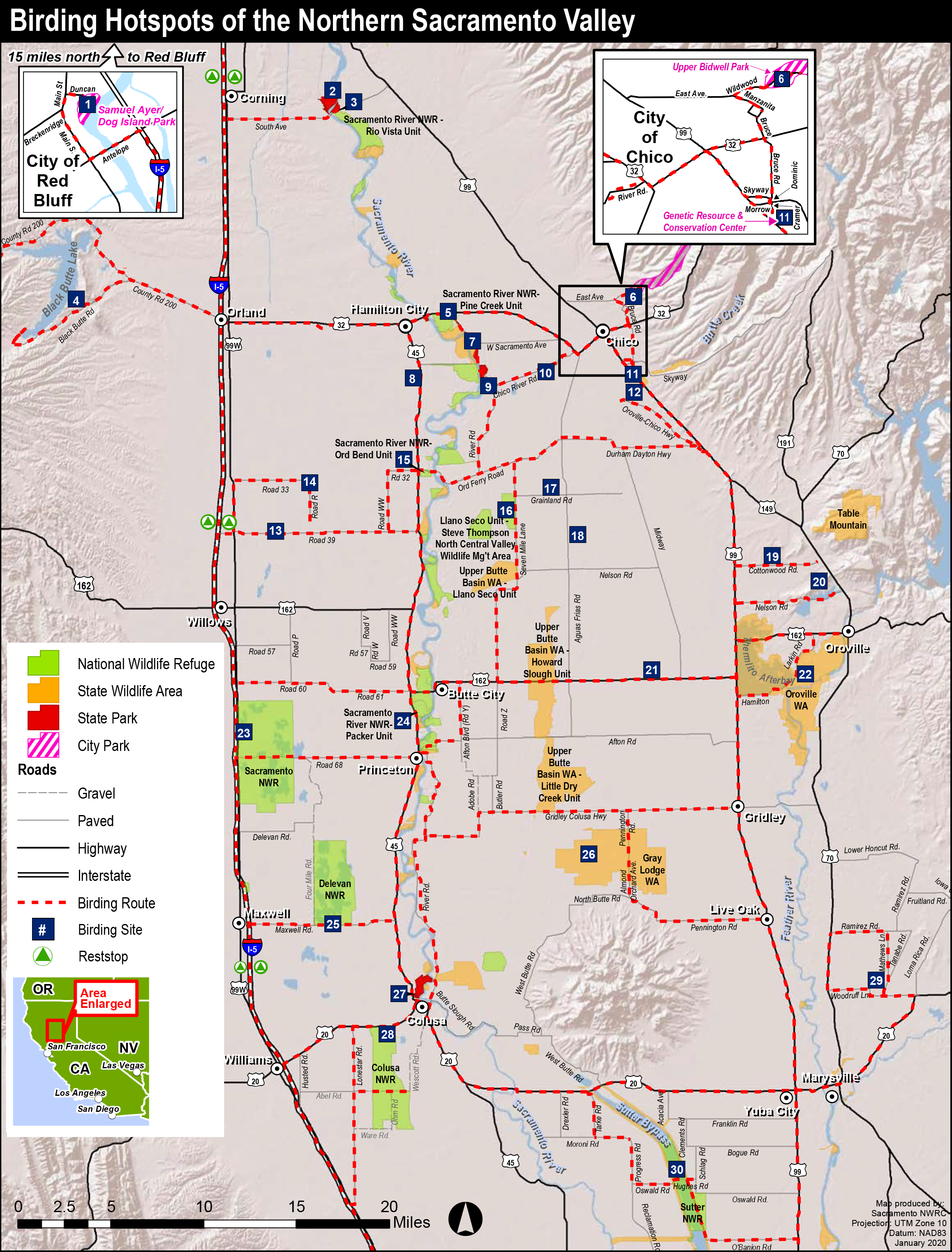
Lagekarte: Die zum Sacramento Wildlife Refuge Complex gehörenden Schutzgebiete sind grün hinterlegt.

Zum Sacramento Wildlife Refuge Complex gehören fünf National Wildlife Refuges sowie drei Wildlife Management Areas. Die Schutzgebiete liegen im östlichen Teil des Sacramento Valley im Kalifornischen Längstal, zwischen Corning im Norden und Yuba City im Süden. Sie erstrecken sich in nord-südlicher Richtung in einem Streifen, der im Westen von der Fernstraße Interstate 5 und im Osten vom U.S. Highway 99 begrenzt wird. Die Schutzgebiete liegen in den Verwaltungseinheiten Tehama County, Butte County, Glenn County, Colusa County und Sutter County.
| Name                                                                             | Größe (Hektar) | Einrichtung |
| -------------------------------------------------------------------------------- | -------------- | ----------- |
| Sacramento National Wildlife Refuge                                              | 4.378          | 1937        |
| Colusa National Wildlife Refuge                                                  | 2.055          | 1945        |
| Sutter National Wildlife Refuge                                                  | 1.049          | 1945        |
| Delevan National Wildlife Refuge                                                 | 2.346          | 1962        |
| Butte Sink Unit der Butte Sink Wildlife Management Area                          | 297            | 1980        |
| Willow Creek-Lurline Wildlife Management Area                                    | 2.345          | 1985        |
| Sacramento River National Wildlife Refuge                                        | 4.190          | 1989        |
| Llano Seco Unit der Steve Thompson North Central Valley Wildlife Management Area | 701            | 1989        |

## Habitate
Nahezu alle Habitate im Sacramento National Wildlife Refuge Complex sind menschengemacht. Sie wurden bei der Einrichtung der Naturschutzgebiete geschaffen und bedürfen einer regelmäßigen Pflege durch die Mitarbeiter des U.S. Fish & Wildlife Service. So werden etwa die saisonalen Feuchtgebiete im späten Frühjahr und Sommer trockengelegt, um das Pflanzenwachstum anzuregen. Die künstliche Flutung der Flächen im Herbst ahmt die ursprüngliche Überschwemmung durch den Sacramento River nach. Neben dem Wassermanagement besteht die Pflege der Habitate auch in Maßnahmen wie dem kontrollierten Abbrennen zur Reduzierung nichtheimischer Pflanzen, dem Mähen, der Bodenbearbeitung mit Scheibeneggen und dem Vertiefen von Teichen. Die Habitate im Einzelnen sind:

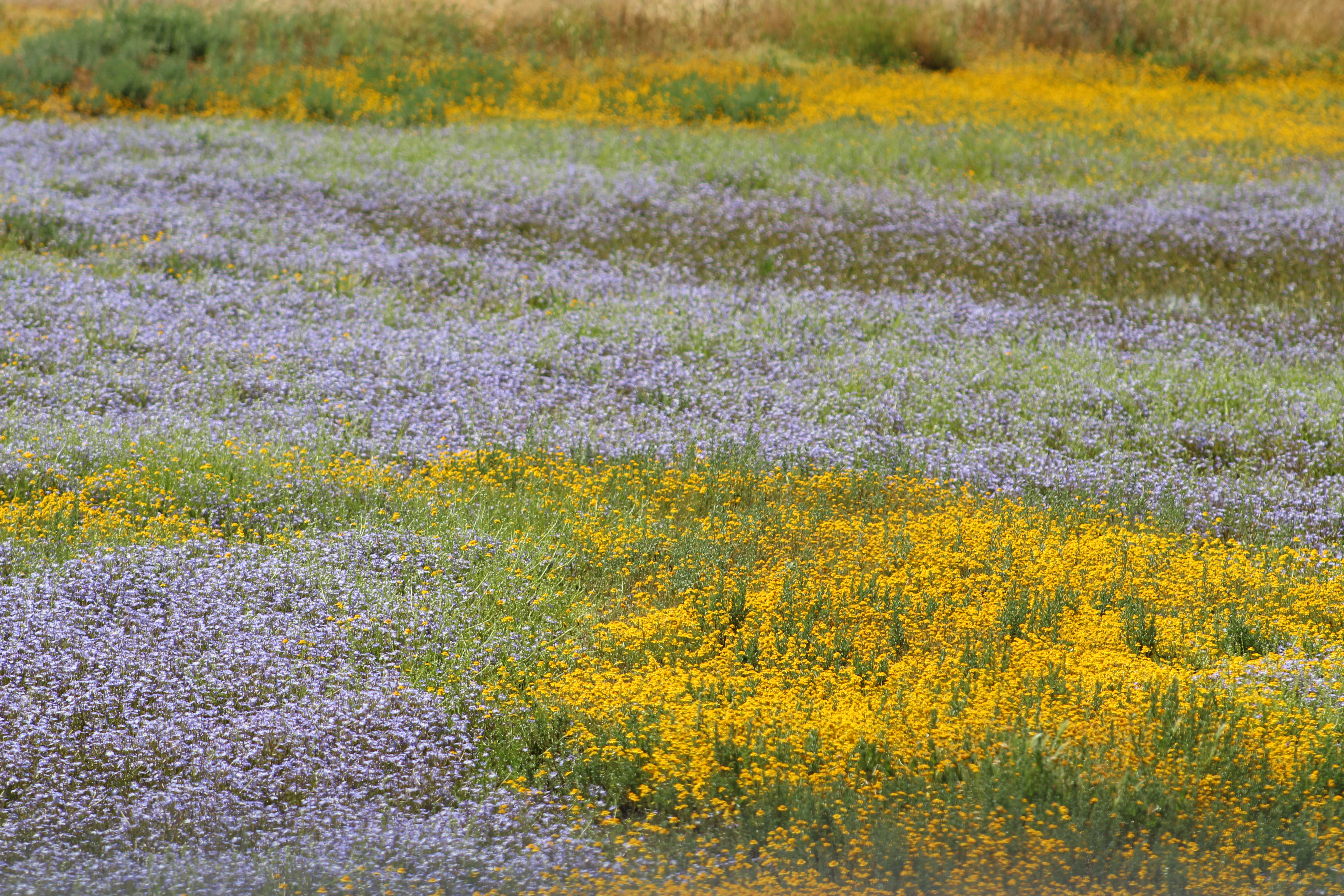
Sumpfbecken im Sacramento National Wildlife Refuge mit blühenden Downingia und Echtem Leinkraut (Linaria vulgaris)

- Saisonale Feuchtgebiete, die aufgrund ihres Futterangebots die höchste Dichte an Arten aufweisen. Zu den für dieses Habitat typischen Pflanzen gehören die Rohrkolben (Typha), die Teichbinse Schoenoplectus acutus, die Gewöhnliche Strandsimse (Bolboschoenus maritimus), das Knopfbinsen-Sumpfgras (Crypsis schoenoides) und Vogelknöteriche (Polygonum).[11]
- Grasland, das insbesondere nach Niederschlägen im Spätherbst und Winter Nahrung für Gänse und Enten bietet. Sobald die vom Wasser gebildeten Sumpfbecken im Frühjahr austrocknen, blühen hier Pflanzen wie Lasthenia californica (engl. „California goldfields“), Downingia aus der Familie der Glockenblumengewächse und Plagiobothrys (engl. „Popcorn flower“).[11]
- Teiche, die dauerhaft Wasser führen und deshalb insbesondere für ganzjährig ansässige Arten von Bedeutung sind, wenn im Sommer die saisonalen Feuchtgebiete trockengelegt werden. Zu den für dieses Habitat typischen Pflanzen gehören die Rohrkolben, Teichbinsen, sowie das Kamm-Laichkraut (Stuckenia pectinata).[12]
- Uferbereiche entlang von Flüssen, Bächen und Kanälen, die zu den selteneren Habitaten im Sacramento National Wildlife Refuge Complex gehören, aber die größte Vielfalt an Tierarten aufweisen. In diesen Uferbereichen wachsen Pappeln (Populus), Kalifornische Weiß-Eichen (Quercus lobata), Platanen (Platanus), Weiden (Salix), Eschen-Ahorn (Acer negundo), Holunder (Sambucus) und wilde Rosen.[12]

## Fauna

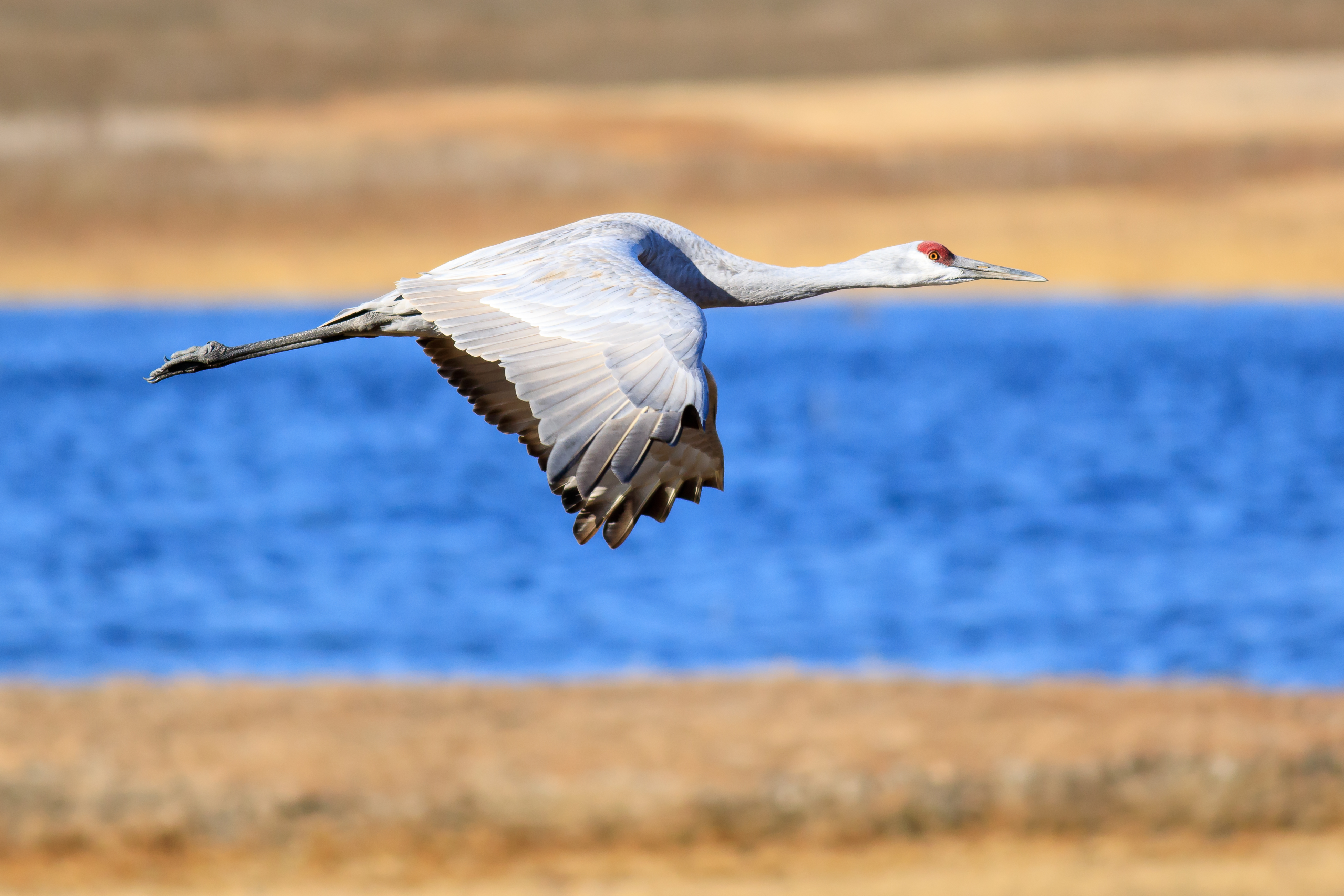
Kanadakranich in der Llano Seco Unit des Sacramento National Wildlife Refuge Complex

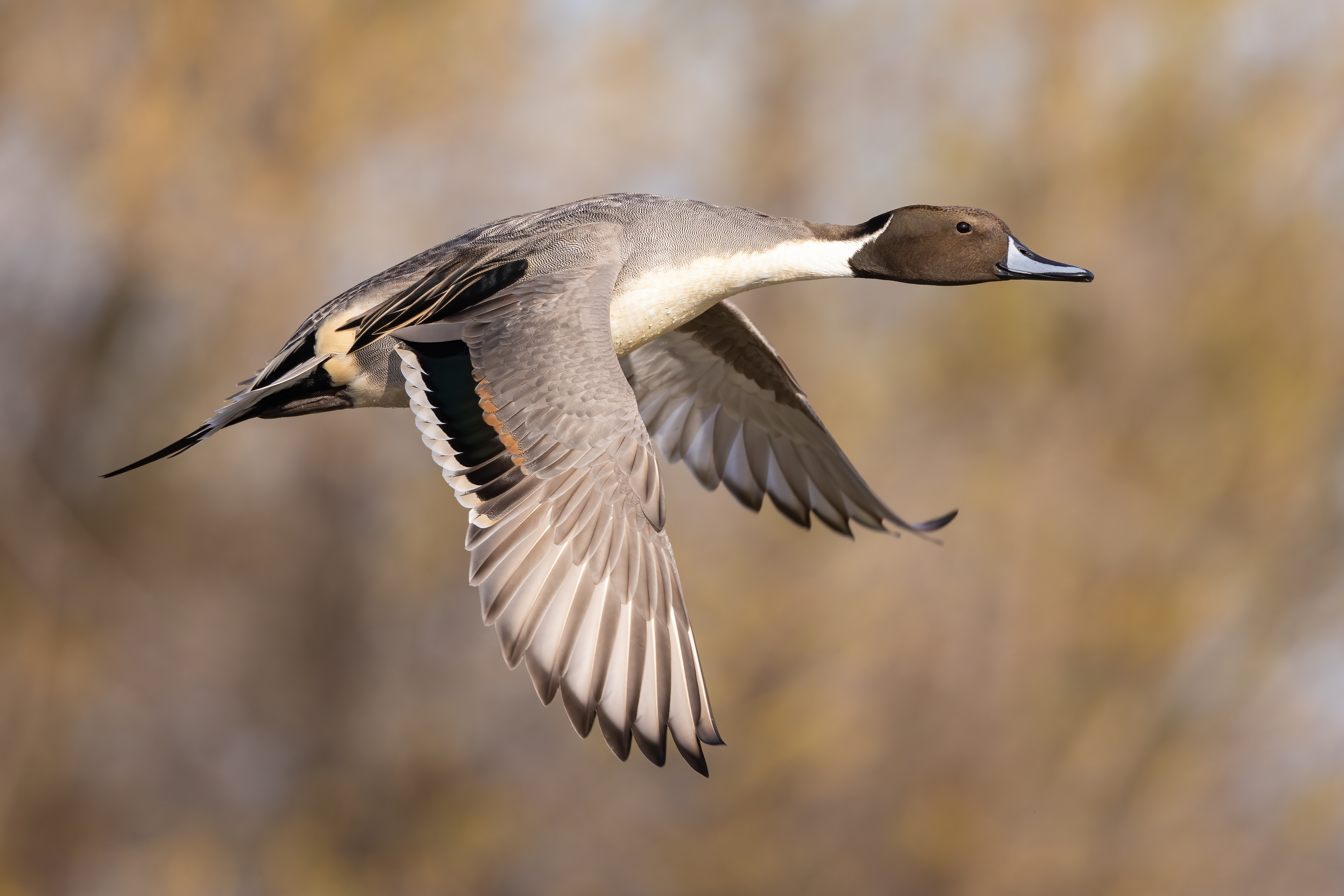
Neben Schnee- und Zwergschneegänsen gehören während der Winterwanderung die Spießenten zu den zahlenmäßig häufigsten Vogelarten im Schutzgebiet.

Die seit 1937 im Sacramento National Wildlife Refuge Complex geführte Artenliste umfasst mehr als 300 Vogelarten sowie eine Reihe anderer Tierarten. Dabei sind die meisten Vogelarten nur während ihres Zuges im Herbst und Winter zu beobachten. Die Hauptsaison für die Vogelbeobachtung erstreckt sich von Oktober bis Februar.
- Herbst (September bis November): Zwischen September und November erreichen Kanadakraniche (Grus canadensis) und Spießenten (Anas acuta) als Erste das Schutzgebiet. Es folgen Blässgänse (Anser albifrons) und Schneegänse (Anser caerulescens).
- Winter (Dezember bis Februar): Die Zahl der im Schutzgebiet überwinternden Enten und Gänse erreicht im Winter ihren Höhepunkt. Neben Schneegänsen und Zwergschneegänsen (Anser rossii) können Spieß- und Stockenten (Anas platyrhynchos) sowie Kanadapfeifenten (Mareca americana), Krickenten (Anas crecca), Büffelkopfenten (Bucephala albeola), Schwarzkopf-Ruderenten (Oxyura jamaicensis), Löffelenten (Spatula clypeata) und Ringschnabelenten (Aythya collaris) beobachtet werden.
- Frühling (März bis Mai): Sobald die Enten und Gänse wieder in ihre nördlichen Brutgebiete ziehen, werden die Schutzgebiete von Küstenvögeln wie dem Bergstrandläufer (Calidris mauri), dem Alpenstrandläufer (Calidris alpina) oder dem Großen Schlammläufer (Limnodromus scolopaceus) dominiert, die im Schlick nach Nahrung suchen.
- Sommer (Juni bis August): Im Sommer sind neben verschiedenen Arten von Trupialen, Schwalben und Tyrannen vor allem die ganzjährigen Reiher und Lappentaucher im Schutzgebiet anzutreffen. Entlang der Flüsse und Bewässerungsgräber können Bisamratten (Ondatra zibethicus) und Nordamerikanische Fischotter (Lontra canadensis) beobachtet werden.

Obwohl die Schutzgebiete vornehmlich für durchziehende und überwinternde Wasservögel eingerichtet wurden, ziehen sie auch andere Tierarten an. Die Feuchtgebiete mit ihren zahlreichen Fischarten und Amphibien bieten Nahrung für Vögel wie den Silberreiher (Ardea alba), den Kanadareiher (Ardea herodias) oder die Nordamerikanische Rohrdommel (Botaurus lentiginosus). Greifvögel wie der Weißkopfseeadler (Haliaeetus leucocephalus), der Truthahngeier (Cathartes aura) und die Hudsonweihe (Circus hudsonius) sind ganzjährig anzutreffen. In den Bäumen und Büschen entlang der kleineren Flüsse und Bewässerungsgräben leben ganzjährig verschiedene Singvogelarten. Im Grasland sind Maultierhirsche (Odocoileus hemionus) sowie kleinere Säugetiere wie der Kalifornische Eselhase (Lepus californicus) anzutreffen.

## Öffentliche Nutzung
Die Schutzgebiete des Sacramento National Wildlife Refuge Complex stehen ganzjährig für Besucher offen. Nutzungsmöglichkeiten reichen von Spaziergängen auf speziell ausgezeichneten Wegen über die Vogelbeobachtung bis hin zur Jagd in dazu ausgewiesenen Gebieten. Für die  Vogelbeobachtung stehen Aussichtsplattformen, Rundwege und vereinzelt auch Fotoansitze zur Verfügung. In manchen Schutzgebieten wie etwa dem Sacramento National Wildlife Refuge oder dem Colusa National Wildlife Refuge können Besucher die Vögel darüber hinaus auf Autotouren beobachten, wobei die Autos zum Schutz der Tiere nur an bestimmten Plätzen geparkt und verlassen werden dürfen. Während der Jagdsaison stehen die Sacramento, Delevan, Colusa und Sutter National Wildlife Refuges für die Jagd auf Gänse, Enten, Blässhühner, Teichhühner, Schnepfen, Fasane und Truthähne offen.

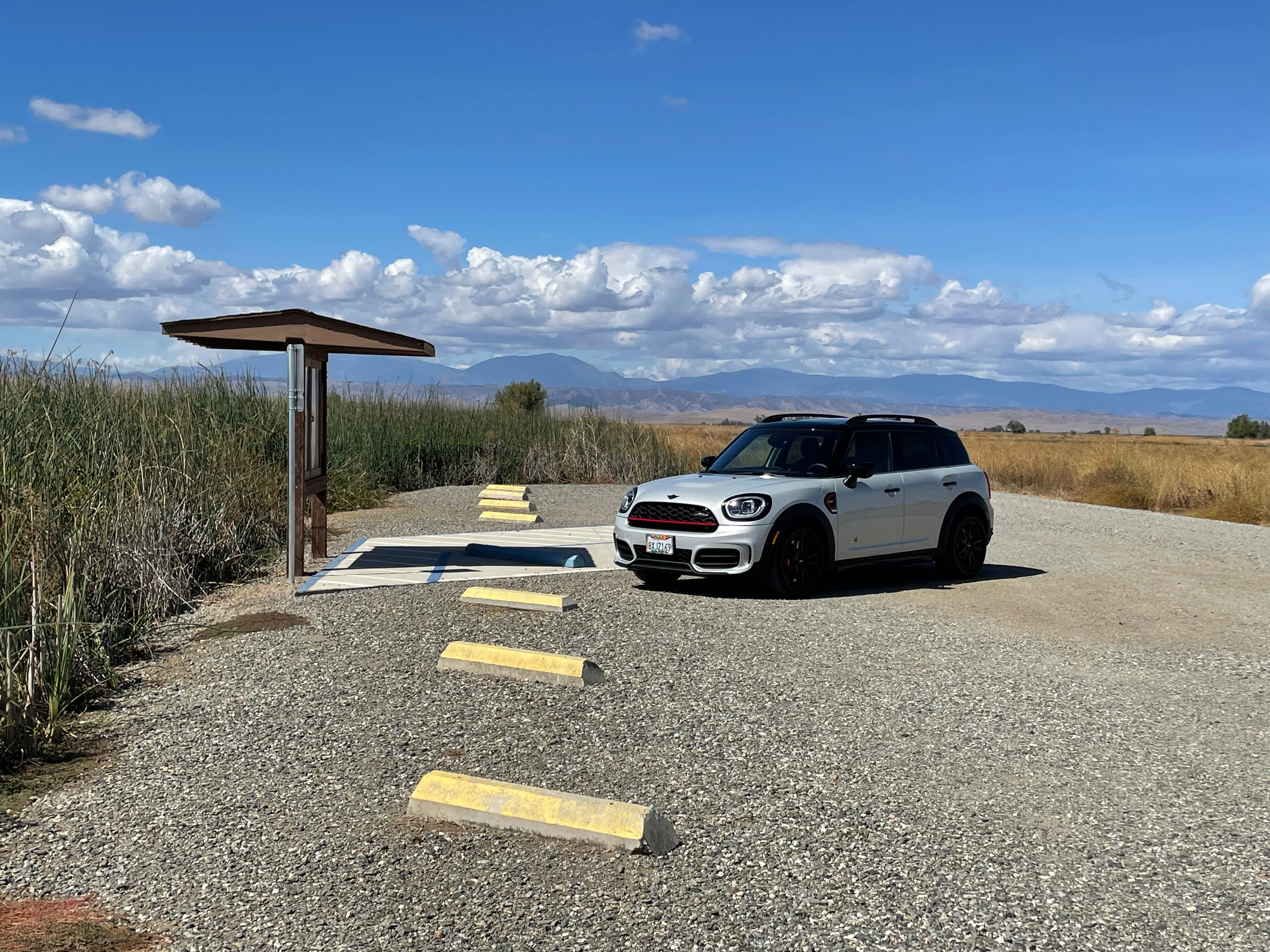
Parkplatz entlang der Autotour im Sacramento National Wildlife Refuge
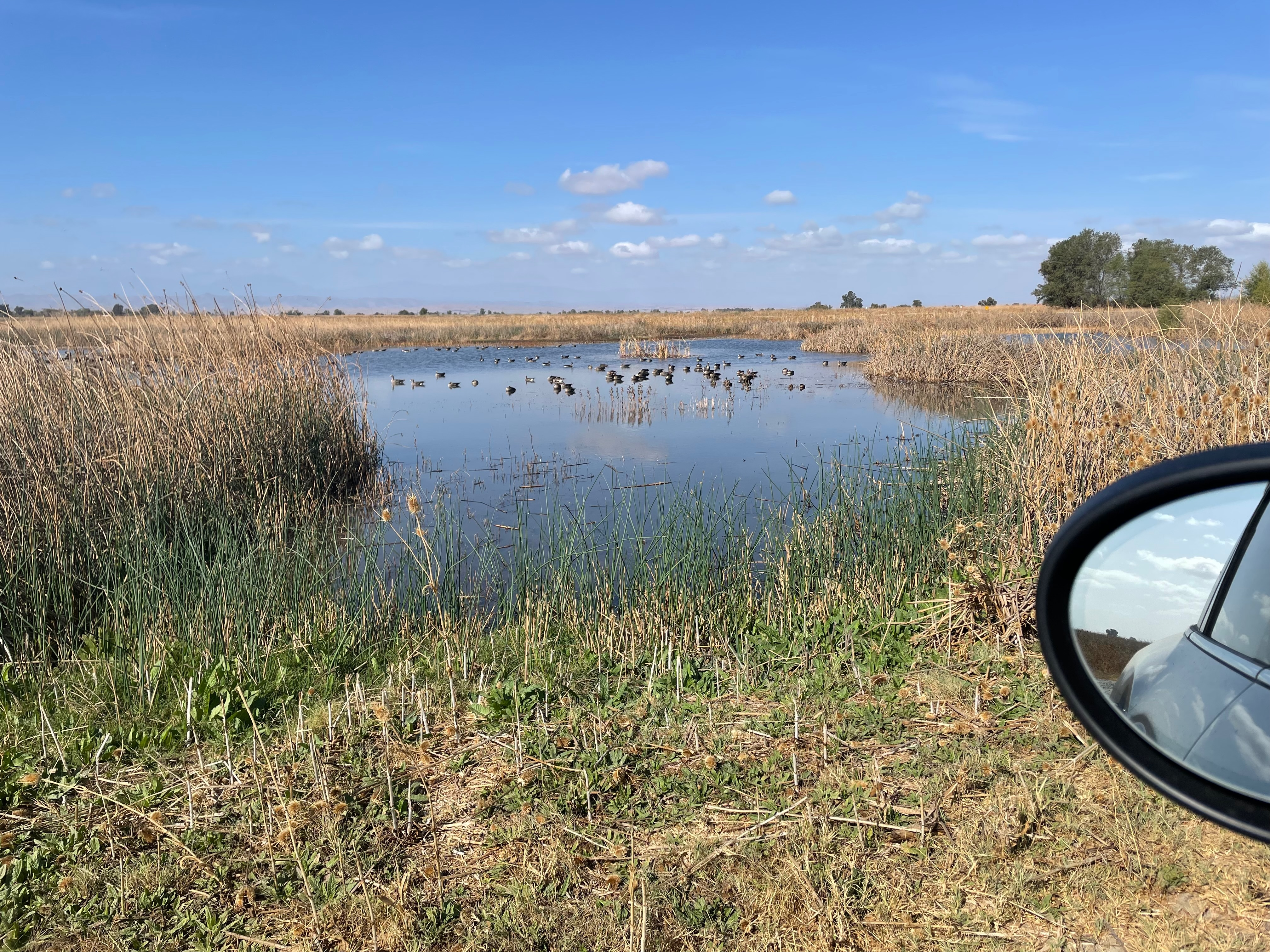
Die Beobachtung von Vögeln ist auf weiten Strecken der Rundtouren nur vom Auto aus möglich.
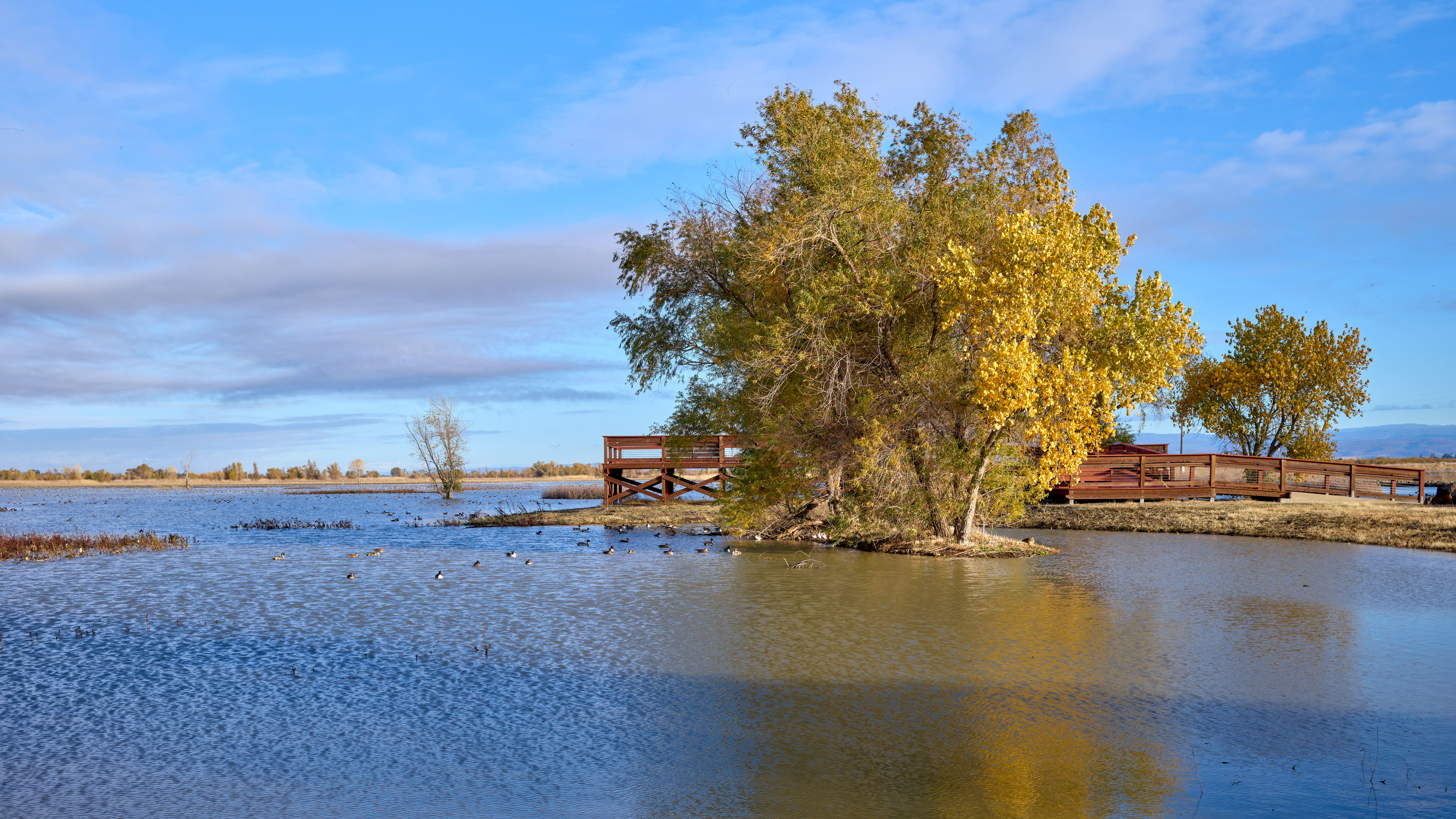
Aussichtsplattform in der Llano Seco Unit südlich von Chico
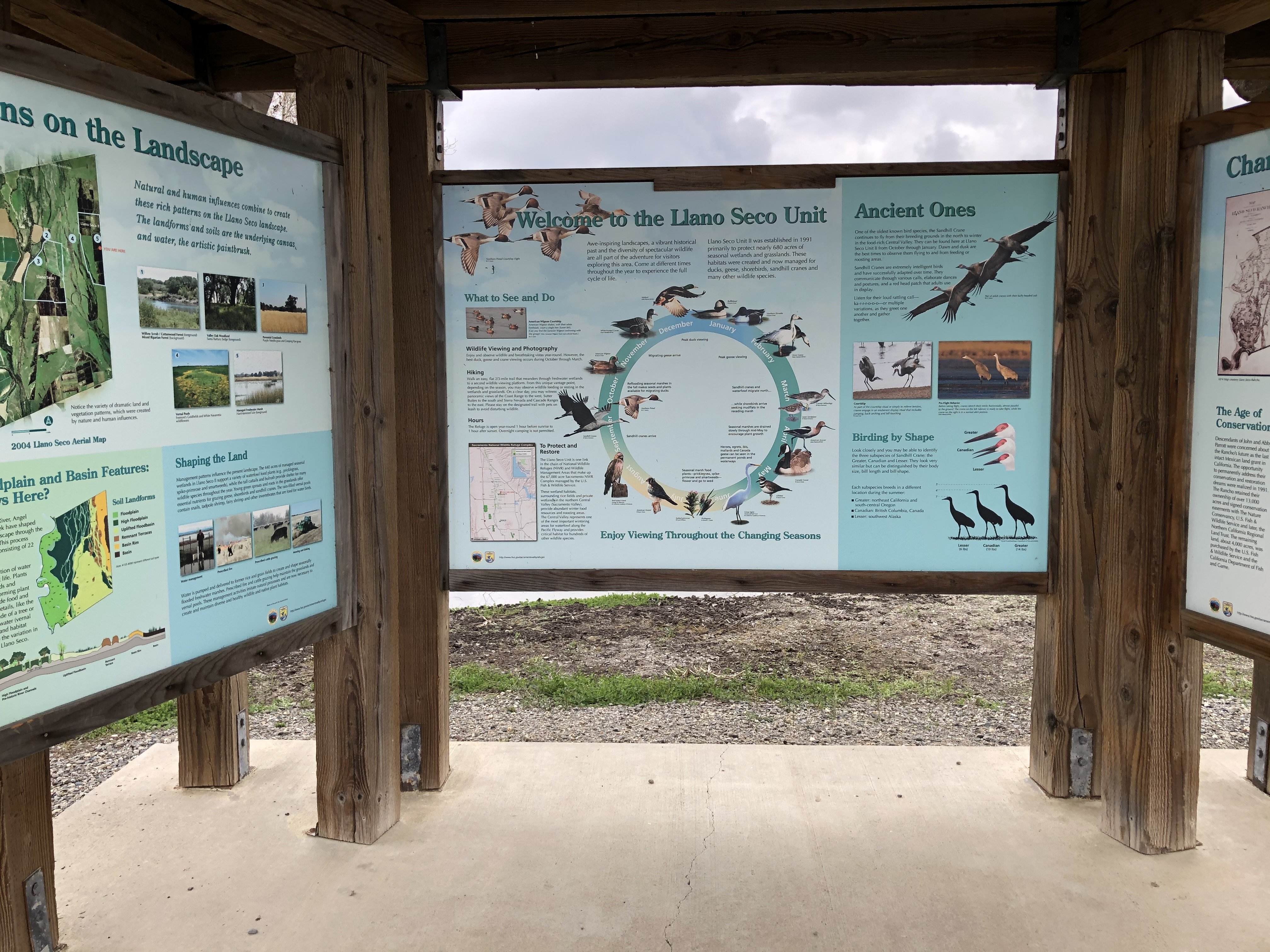
Schautafeln mit Informationen zur Llano Seco Unit und den hier anzutreffenden Vogelarten